# Assevent
Assevent település Franciaországban, Nord megyében. Lakosainak száma 1782 fő (2022. január 1.). Assevent Élesmes, Boussois, Maubeuge, Recquignies és Rousies községekkel határos.

## Népesség
A település népességének változása:
| Lakosok száma | 1858 | 1849 | 1857 | 1825 | 1821 | 1815 | 1810 | 1796 | 1782 |
|               | 2013 | 2015 | 2016 | 2017 | 2018 | 2019 | 2020 | 2021 | 2022 |